# Tor Bergner
Tor Olof Gunnarsson Bergner, född 24 juni 1913 i Luleå, död 12 februari 1990 i Stockholm, var en svensk poet, trubadur och kompositör, även känd under artistnamnet Broder Tor. 
Bergner växte upp i Hede i Härjedalen. Han tillhörde de så kallade klarabohemerna under 1930- och 1940-talen. Han turnerade med sina visor i hela Norden och som tonsättare tonsatte han dikter av bland andra Nils Ferlin, Helmer Grundström och Emil Hagström. 
Tor Bergner är gravsatt i Gustav Vasa kyrkas kolumbarium i Stockholm.

## Filmmusik
- 1956 – Krut och kärlek
- 1984 – På tur med Tor

## Filmografi roller
- 1951 – Starkare än lagen
- 1953 – Barabbas
- 1953 – Ogift fader sökes
- 1953 – En skärgårdsnatt
- 1955 – Älskling på vågen
- 1955 – Het är min längtan
- 1956 – Krut och kärlek

## Musiktryck
- Visor i vinden, 1951
- Tack gitarr : 8 visor. Stockholm : Leland, 1954
- Fjällens lilja, 1956
- Vågen slår - vinden går. Stockholm : Reuter & Reuter, 1965
- Visor genom vandringsår. Stockholm : Southern Music, 1968
- Råd till en ung flicka och 9 andra visor. Stockholm : Reuter & Reuter, 1976

## Diskografi
- Tor Bergner besjunger Nils Ferlin, Birger Vikström, Emil Hagström, Helmer Grundström och sig själv... (LP. Scan-Disc: SCLP 114, 1965?) Återutgiven 1973 som YTF-50030
- Visor genom vandringsår (LP. Scan-Disc: SCLP 117, 1968) Återutgiven 1975 som YTF-50031
- Vagant (LP. Polydor: 2379093, 1975)
- Broder Tor i S:ta Clara (LP. A disc: ADI 90996, 1981)
- Tack gitarr (LP. PVP: LP 03, 1983)

## Priser och utmärkelser
- 1966 – Ferlinpriset
- 1973 – Evert Taube-stipendiet
- 1985 – Trubadurpriset